# 克努特·林德贝里
克努特·林德贝里（瑞典語：Knut Lindberg，1882年2月2日—1961年4月6日），瑞典男子田径运动员。他曾代表瑞典参加1908年和1912年夏季奥林匹克运动会田径比赛，其中1912年奥运会获得一枚银牌。